# 중국북방항공 6136편 추락 사고
중국북방항공 6136편 추락사고는 2002년 5월 7일에 중화인민공화국 다롄에서 발생한 추락사고이다. 중국북방항공은 중국 베이징 서우두 국제공항을 출발하여 다롄 저우수이쯔 국제공항에 도착예정이던 중국북방항공 6136편(기종: MD-82, 등록번호: B-2138)이 다롄 저우수이쯔 국제공항에서 20여km 떨어진 해상에 추락하였다.
사고의 원인은 방화에 의한 것으로 밝혀졌는데, 이 사고로 승객 103명(한국인 2명, 일본인 2명, 프랑스인과 싱가포르인, 홍콩인, 인도인 각각 1명 등 국적불명인 8명 포함)과 승무원 9명 등 탑승객 112명 전원이 모두 사망하였다.

## 같이 보기
- 항공 안전